# Marion (Name)
Marion ist ein weiblicher und männlicher Vorname und ein Familienname. Marion ist die Verkleinerungsform des französischen Vornamens Marie. Der männliche Vorname ist hauptsächlich in den USA verbreitet.

## Verbreitung
Der Name Marion wurde in den 1920er Jahren in Deutschland populär. Anfang der 1950er Jahre gehörte er einige Male zu den zehn häufigsten weiblichen Vornamen des Jahrgangs. In den 1970er Jahren ging seine Beliebtheit dann stark zurück.

## Namensträger

### Weiblicher Vorname

#### A
- Marion Abernathy  (um 1920–nach 1960), US-amerikanische R&B-Sängerin
- Marion Ackermann (* 1965), deutsche Kunsthistorikerin
- Gabriele Marion Appel (* 1958), deutsche Feldhockeyspielerin, siehe Gaby Appel
- Marion Ascherl (* 1961), deutsche Designerin

#### B
- Marion Bartoli (* 1984), französische Tennisspielerin
- Marion Bauer (1882–1955), US-amerikanische Komponistin
- Marion Becker (* 1950), deutsche Leichtathletin
- Marion Bekker (* 1958), deutsche Künstlerin
- Marion Bertrand (* 1984), französische Skirennläuferin
- Marion Blondeau (* 1986), französische Biathletin
- Marion Zimmer Bradley (1930–1999), US-amerikanische Schriftstellerin
- Marion Breckwoldt (* 1957), deutsche Schauspielerin
- Marion Brunet (* 1976), französische Schriftstellerin

#### C
- Marion Caspers-Merk (* 1955), deutsche Politikerin
- Marion Chesney (1936–2019), schottische Schriftstellerin
- Marion Chevrier (* 2001), französische Skirennläuferin
- Marion Cotillard (* 1975), französische Schauspielerin

#### D
- Marion Davies (1897–1961), US-amerikanische Schauspielerin
- Marion Degler (* 1929), deutsche Schauspielerin und Synchronsprecherin
- Marion Delorme (1613–1650), französische Kurtisane
- Julie Marion Depardieu (* 1973), französische Schauspielerin, siehe Julie Depardieu
- Marion Gräfin Dönhoff (1909–2002), deutsche Publizistin
- Marion Donovan (1917–1998), US-amerikanische Architektin und Erfinderin

#### E
- Marion Eckertz-Höfer (* 1948), deutsche Juristin
- Marion Elskis (* 1960), deutsche Synchronsprecherin, Schauspielerin und Musikerin

#### F
- Marion Freisler (1910–1997), Ehefrau von Roland Freisler

#### G
- Marion Game (1938–2023), französische Schauspielerin
- Marion Gentges (* 1971), deutsche Politikerin (CDU)
- Marion Greenwood (1909–1970), US-amerikanische Malerin und Grafikerin
- Marion Mahony Griffin (1871–1961), US-amerikanische Künstlerin und Architektin

#### H
- Marion von Haaren (* 1957), deutsche Journalistin und Wirtschaftswissenschaftlerin
- Marion Hallbauer (* 1957), deutsche Illustratorin, Grafikerin und Malerin
- Marion Harris (1896–1944), US-amerikanische Sängerin
- Marion Harsdorf-Gebhardt (* 1964), deutsche Juristin
- Marion Hayden (* 1952), US-amerikanische Jazzbassistin
- Marion Heinrich (* 1946 oder 1947), deutsches Fotomodell und Unternehmerin
- Marion Holthaus (* 1973), deutsche Politikerin (parteilos), Bürgermeisterin von Wermelskirchen

#### I
- Marion Isbert (* 1964), deutsche Fußballspielerin

#### J
- Marion Jessup (1896–1980), US-amerikanische Tennisspielerin
- Marion J. Johannsen (* 1950), deutsche Juristin, Verbandsgeschäftsführerin und Hochschulsenatorin e. h.
- Marion Johnson (1912–1980), britische Autorin und Fotografin
- Marion Jones (1879–1965), US-amerikanische Tennisspielerin
- Marion Jones (* 1975), belizische Leichtathletin

#### K
- Marion Kainz (* 1966), deutsche Regisseurin, Drehbuchautorin und Kamerafrau
- Marion van de Kamp (1925–2022), deutsche Schauspielerin und Fernsehansagerin
- Marion S. Kellogg (1920–2004), US-amerikanische Managerin und Unternehmensberaterin
- Marion Kiechle (* 1960), deutsche Gynäkologin
- Marion Kiesewetter, deutsche Köchin und Autorin
- Marion Kische (* 1958), deutsche Geräteturnerin
- Marion von Klot (1897–1919), deutsch-baltische Sängerin und evangelische Märtyrerin
- Marion Koch (* 1958), deutsche Dressurreiterin
- Marion Kortsteger (* 1968), deutsche Schriftstellerin und Kritikerin
- Marion Kracht (* 1962), deutsche Schauspielerin
- Marion von Krafft-Ebing (1911–2002), österreichische Autorin
- Marion Kreiner (* 1981), österreichische Snowboarderin
- Marion Kroll (* 1951), deutsche Politikerin
- Marion Kurz (* 1960), deutsches Fotomodell
- Marion Küstenmacher (* 1956), deutsche Autorin

#### L
- Marion Laborde (* 1986), französische Basketballspielerin
- Marion Lau (* 1947), deutsche Politikerin
- Marion Lausberg (* 1946), deutsche Altphilologin
- Marion Lemper-Pychlau (* 1958), deutsche Psychologin und Autorin
- Marion Lichardus-Itten (* 1941), Schweizer Prähistorikerin
- Marion Lüttge (* 1941), deutsche Leichtathletin

#### M
- Marion Mack (1902–1989), US-amerikanische Filmschauspielerin, Drehbuchautorin und Produzentin
- Marion Maerz (* 1943, eigentlich Marion Litterscheid), deutsche Schlagersängerin
- Marion Maréchal (* 1989), französische Politikerin
- Marion Maruska (* 1972), österreichische Tennisspielerin
- Marion Mathoi (* 1963), österreichische Schauspielerin
- Marion Meyer (* 1954), deutsche Archäologin
- Marion Michael (1940–2007), deutsche Schauspielerin
- Marion Mitterhammer (* 1965), österreichische Schauspielerin

#### O
- Marion Oberhofer (* 2000), italienische Rennrodlerin

#### P
- Marion Pellissier (* 1988), französische Skirennläuferin
- Marion Anne Perrine Le Pen (* 1968), französische Juristin und Politikerin
- Marion Petri (* 1975), deutsche Juristin und Politikerin
- Marion Petric (1966–2021), österreichische Comedienne, Stimmenimitatorin, Sängerin, Synchronsprecherin, Moderatorin, Kabarettistin und Schauspielerin
- Marion Pfaus (* 1966), deutsche Schriftstellerin und Filmemacherin
- Marion Philadelphia (* 1960), deutsche Autorin
- Marion Pinkpank (* 1973), deutsche Moderatorin und Synchronsprecherin
- Marion Posch (* 1972), italienische Snowboarderin
- Marion Poschmann (* 1969), deutsche Schriftstellerin
- Marion Powilleit (* 1988), deutsche Basketballspielerin

#### R
- Marion Ramsey (1947–2021), US-amerikanische Schauspielerin
- Marion Raven (* 1984), norwegische Popsängerin
- Marion Reiff (* 1979), österreichische Wasserspringerin
- Marion Rittmeyer (* 1984), Schweizer Unihockeyspielerin
- Marion Rodewald (* 1976), deutsche Hockeyspielerin
- Marion Rolland (* 1982), französische Skirennläuferin
- Marion Rösiger, deutsche Kanutin
- Marion Ross (* 1928), US-amerikanische Schauspielerin
- Marion Maria Ruisinger (* 1963), deutsche Medizinhistorikerin und Museumsdirektorin
- Marion Rung (* 1945), finnische Schlagersängerin
- Marion Ryan (1931–1999), britische Sängerin

#### S
- Marion Schick (* 1958), deutsche Hochschullehrerin
- Marion Schneider (Autorin) (* 1956), deutsche Unternehmerin und Autorin
- Marion Schneider (Schauspielerin) (* 1976), deutsche Schauspielerin
- Marion Scrymgour (* 1960), australische Politikerin
- Marion Seelig (1953–2013), deutsche Politikerin
- Marion Seib (* 1954), deutsche Politikerin
- Marion Sprawe (* 1956), deutsche Sängerin, Komponistin und Texterin
- Marion von Stengel (* 1962), deutsche Schauspielerin und Synchronsprecherin

#### T
- Marion Thees (* 1984), deutsche Skeletonpilotin
- Marion Thuswald (* 1978), österreichische Friedensaktivistin
- Marion Titze (* 1953), deutsche Schriftstellerin
- Marion True (* 1948), US-amerikanische Archäologin
- Marion Tüns (* 1946), deutsche Politikerin

#### V
- Marion Verbruggen (* 1950), niederländische Blockflötistin

#### W
- Marion Wagner (* 1978), deutsche Sprinterin
- Marion Walsmann (* 1963), deutsche Politikerin
- Marion Yorck von Wartenburg (1904–2007), deutsche Juristin und Richterin
- Marion Wilmes (* 1982), deutsche Fußballspielerin
- Marion Winkel-Wergen (* 1957), deutsche Künstlerin und Keramikerin

### Männlicher Vorname
- Marion Ashmore (1899–1948), US-amerikanischer Footballspieler
- Marion Bandy (* 1944), US-amerikanischer Country-Sänger
- Marion Barber III (1983–2022), US-amerikanischer Footballspieler
- Marion Barry (1936–2014), US-amerikanischer Politiker
- Marion Berry (1942–2023), US-amerikanischer Politiker
- Marion Brown (1931–2010), US-amerikanischer Jazzmusiker und Musikwissenschaftler
- Marion Butler (1863–1938), US-amerikanischer Politiker
- Francis Marion Cockrell (1834–1915), US-amerikanischer Politiker
- Will Marion Cook (1869–1944), US-amerikanischer Komponist
- Marion Price Daniel senior (1910–1988), US-amerikanischer Politiker
- Francis Marion Drake (1830–1903), US-amerikanischer Politiker
- Marion Evans (1926–2024), US-amerikanischer Arrangeur, Orchesterleiter und Filmkomponist
- Marion Bayard Folsom (1893–1976), US-amerikanischer Geschäftsmann und Politiker
- Marion Francis Forst (1910–2007), US-amerikanischer Bischof
- Junius Marion Futrell (1870–1955), US-amerikanischer Politiker
- Marion E. Hay (1865–1933), US-amerikanischer Politiker
- Marion King Hubbert (1903–1989), US-amerikanischer Geologe und Geophysiker
- Marion Walter Jacobs (1930–1968), US-amerikanischer Bluesmusiker
- Marion Knight (Künstlername: Suge Knight; * 1965), US-amerikanischer Hip-Hop-Produzent
- Robert Marion La Follette Sr. (1855–1925), US-amerikanischer Politiker
- Marion Joseph Levy Jr. (1918–2002), US-amerikanischer Soziologe
- Marion Mitchell Morrison, der private Name, in den sich „John Wayne“ umbenannt hat.
- Marion Robert Morrison, der Geburtsname des US-amerikanischen Schauspielers John Wayne; (1907–1979)
- Marion Motley (1920–1999), US-amerikanischer American-Football-Spieler
- Marion Parsonnet (1905–1960), US-amerikanischer Drehbuchautor
- Marion Rushing (1936–2013), US-amerikanischer American-Football-Spieler
- Charles Marion Russell (1864–1926), US-amerikanischer Maler, Bildhauer, Illustrator und Schriftsteller
- Marion Tinsley (1927–1995), US-amerikanischer Dame-Spieler
- Marion Anthony Trabert (1930–2021), US-amerikanischer Tennisspieler

### Mittelname
- Iris Marion Young (1949–2006), US-amerikanische Politologin

### Familienname
(männliche und weibliche gemischt)
- Alain Marion (1938–1998), französischer Flötist und Musikpädagoge
- Auguste Marion (1876–1955), französischer Sportschütze
- Beth Marion (1912–2003), US-amerikanische Schauspielerin
- Brock Marion (* 1970), US-amerikanischer American-Football-Spieler
- Carlos Rafael Conrado Marion-Landais Castillo (* 1940), dominikanischer Diplomat
- Charles Marion (1887–1944), französischer Dressurreiter
- Charles Stanislas Marion (1758–1812), französischer General der Infanterie
- Don Marion (1917–2012), US-amerikanischer Schauspieler
- Ed Marion (1927–2008), US-amerikanischer NFL-Schiedsrichter
- Edna Marion (Edna Marion Hannam; 1906–1957), US-amerikanische Stummfilmschauspielerin
- Éva Marion (1925–2019), französische Kanutin
- Frances Marion (1888–1973), US-amerikanische Drehbuchautorin und Regisseurin
- Francis Marion (1732–1795), US-amerikanischer General
- Georg Marion (1866–1935), deutscher Opernsänger
- Georges Marion (≈1910– ), französischer Jazzmusiker
- George Marion Jr. (1899–1968), US-amerikanischer Drehbuchautor und Liedtexter
- Henri Francois Marion (1846–1896), französischer Philosoph und Pädagoge
- Henriette Marion (1845–1921), deutscher Opernsängerin und Komponistin
- Howard Marion-Crawford (1914–1969), britischer Schauspieler
- Jean Marion (Komponist) (1912–1967), französischer Komponist und Filmmusiker
- Jean-Luc Marion (* 1946), französischer Philosoph
- John L. Marion, US-amerikanischer Auktionator
- Kitty Marion (1871–1944), US-amerikanische Suffragette westfälischer Herkunft, die auch im Vereinigten Königreich wirkte
- Klaus Marion (* 1962), deutscher Autor und Satiriker
- Luciano Marion (1928–1993), italienischer Ruderer
- Madeleine Marion (1929–2010), französische Schauspielerin
- Marc-Joseph Marion du Fresne (1724–1772), französischer Entdecker
- Marcel Marion (1857–1940), französischer Historiker und Hochschullehrer
- Marqus Marion (* 2004), dänischer Basketballspieler
- Melchior de Marion-Brésillac (1813–1859), französischer römisch-katholischer Bischof, Missionar und Ordensgründer
- Oskar Marion (1894–1986), österreichischer Schauspieler und Filmproduktionsleiter
- Pierre Marion (1921–2010), französischer Geheimdienstfunktionär
- Robert Marion  (1766–1811), US-amerikanischer Politiker
- Scotty Marion († 2003), US-amerikanischer Gleitschirmpilot
- Shawn Marion (* 1978), US-amerikanischer Basketballspieler
- Tantikey Lie Marion († 2010), australische Base-Jumperin
- Théophile Marion Dumersan (1780–1849), französischer Bühnenautor, Lyriker, Librettist und Numismatiker